# Maximilian Schels

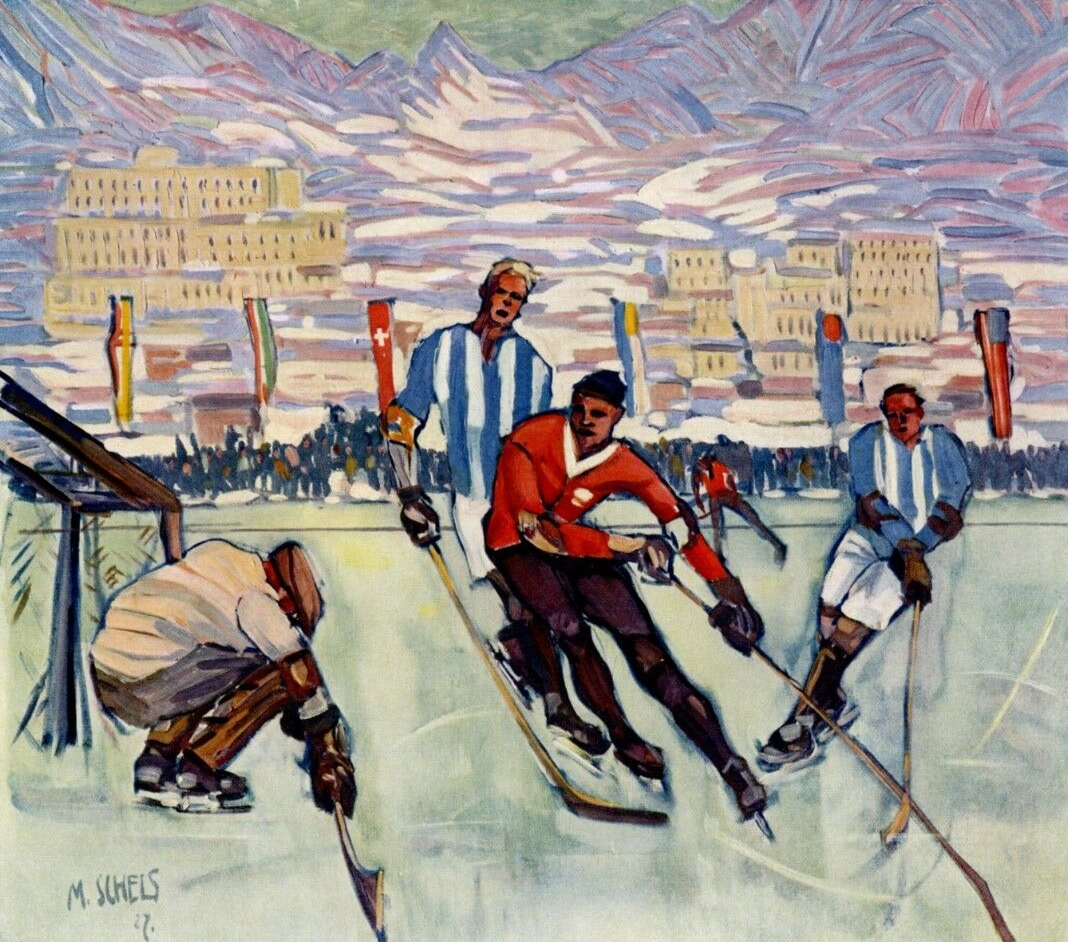
Gemälde von 1927

Maximilian Schels (* 25. Mai 1889 in München; † 1935 in Garmisch-Partenkirchen) war ein deutscher Maler und Grafiker. Er lebte in Berlin und Oberstdorf.
Als Soldat war Schels im Ersten Weltkrieg an der Schlacht um Verdun beteiligt, danach kehrte er für kurze Zeit nach München zurück. Von 1918 bis 1927 lebte er in Oberstdorf, dann in Salzburg und Garmisch-Partenkirchen. Er war fasziniert von der Welt der Alpen, die für ihn Inspiration und Vorlage für sein künstlerisches Schaffen wurde.
Seine Motive in der winterlichen und alpinen Landschaft suchend, präsentierte er sich als Meister der Plein-Air-Malerei. Seine Bilder von Wintersportveranstaltungen und andere folkloristische Darstellungen zeigen ihn dabei stets an den Grenzen des Expressionismus.